# Трансаэро
Транса́эро (юридическое название ОАО «Авиационная компания „ТРАНСАЭРО“»; MCX: TAER) — в прошлом одна из крупнейших частных российских авиакомпаний, прекратившая свою операционную деятельность в октябре 2015 года. Базировалась в московских аэропортах Домодедово и Внуково, формируя также дополнительный хаб в петербургском аэропорту Пулково. Авиакомпания выполняла пассажирские и грузовые рейсы по России, а также международные рейсы средней и большой протяжённости в страны Европы, Азии, Северной и Латинской Америки. Флот авиакомпании составлял свыше ста воздушных судов.
Трансаэро являлась второй в стране по годовому пассажирообороту авиакомпанией после Аэрофлота. За 2014 год авиакомпания на своих авиарейсах перевезла почти 13,2 миллиона человек. Операционная прибыль компании за 2014 год составила 10,5 млрд рублей.
О возможном банкротстве компании стало известно в начале октября 2015 года после продолжительных финансовых проблем у перевозчика. С 1 октября, по распоряжению Росавиации, продажа билетов на все рейсы авиакомпании была приостановлена. Однако 20 октября было подписано соглашение о продаже акционерам российской авиакомпании S7 «не менее 51 % акций» Трансаэро с целью «всеми силами избежать банкротства». Тем не менее, Министерство транспорта России по итогам проверки аннулировало сертификат Трансаэро на авиаперевозки с 26 октября 2015 года. Пассажиры, купившие билеты с датой до 15 декабря этого же года, были перевезены другими авиакомпаниями.
Генеральным директором авиакомпании являлась Ольга Плешакова; председателем совета директоров — Александр Плешаков. Штаб-квартира авиакомпании располагалась в Москве.
С августа 2015 года генеральным директором ОАО "АК «Трансаэро» вплоть до ликвидации компании являлся Александр Бурдин.
В марте 2024 года появилась информация о возможном возобновлении полетов авиакомпании. Пока нет точных свидетельств о достоверности этих данных. Во время презентации «возродившейся» авиакомпании был показан небольшой двухместный самолет L-29 с наклейкой «ТРАНСАЭРО» и логотипом авиакомпании на киле

## История

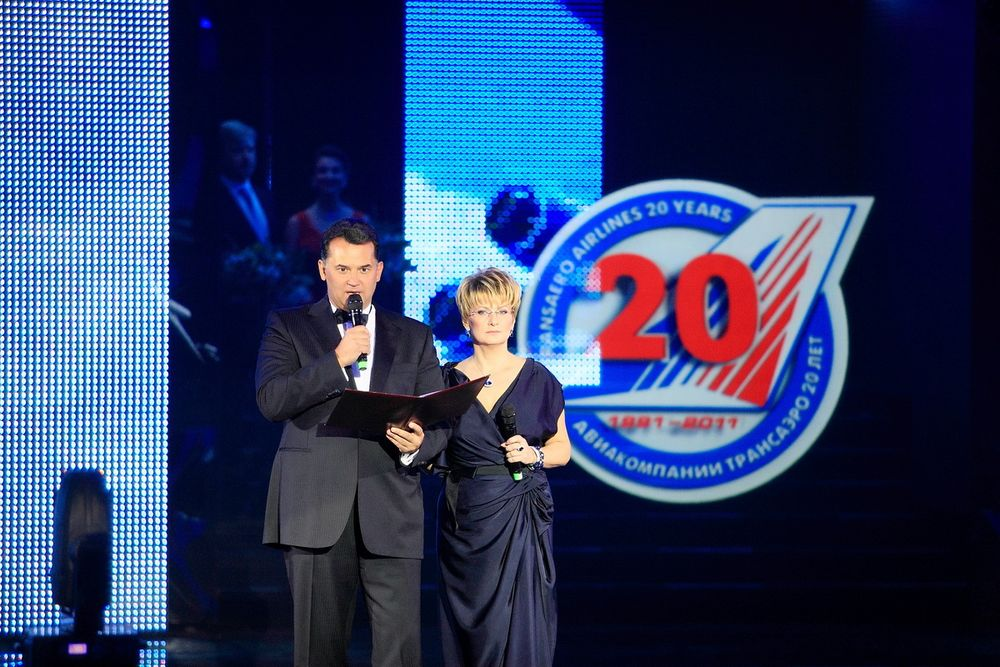
Александр и Ольга Плешаковы на 20-летии компании

### Основание и развитие
Авиакомпания «Трансаэро» была зарегистрирована 30 сентября 1990 года в качестве акционерного общества. Авиакомпания была основана 28 декабря 1990 года Александром Плешаковым, сыном министра радиопромышленности СССР генерал-полковника П. С. Плешакова, скончавшегося в 1987 году, и Татьяны Анодиной, являющейся председателем Межгосударственного авиационного комитета.
Первоначально компания занималась чартерными перевозками на самолётах сторонней авиакомпании («Аэрофлота»), которые брала в лизинг; позже — регулярными пассажирскими перевозками. Трансаэро стала первой частной авиакомпанией в России/СССР.
Официальным днём рождения авиакомпании считается 5 ноября 1991 года. Тогда на арендованном самолёте Ту-154, но уже под собственным кодом UN (первоначально авиакомпании был присвоен код 4J, код UN она получила позже), был выполнен её первый полёт — чартерный рейс по маршруту Москва — Тель-Авив — Москва.
В сентябре 2015 года компания включена в санкционный список Украины. Санкции предусматривают блокировку активов и приостановление выполнения экономических и финансовых обязательств, а также «ограничение, частичное или полное прекращение транзита ресурсов, полетов и перевозок через территорию Украины».

### Смена логотипа
Смену логотипа компании планировалось провести в апреле 2015. Затраты на перекрашивание самолётов составили бы до 10 миллионов долларов, что в несколько раз выше выплат высшему руководству компании за 2014. Авиакомпания была намерена избавиться от старого логотипа, поскольку не меняла его с момента основания в 1990 году. В пресс-службе авиаперевозчика рассказывали, что этот проект один «из множества концептов, которые дизайнеры сами присылают в „Трансаэро“».
Процесс смены логотипа авиакомпания затеяла на фоне непростой ситуации в российской авиаотрасли: отечественные авиаперевозчики терпели убытки с лета 2014 года из-за снижения пассажиропотока и общего спада в российской экономике.
В учётной записи социальной сети Twitter появились фотографии самолёта Boeing 737-800 «Трансаэро», окрашенного в новые цвета, находящегося на заводе Boeing в Сиэтле, США. Отвечая на вопрос пользователя соцсети, авиакомпания подтвердила наличие соответствующих планов.

### Банкротство
Авиакомпания начала испытывать серьёзные финансовые трудности с осени 2014 года. В конце декабря 2014 года «Трансаэро» были получены госгарантии по кредиту ВТБ на 9 млрд руб. Новые попытки получить помощь у государства успехов не принесли. Минэкономики посчитало, что хронические убытки перевозчиков (Трансаэро и ЮТэйр) возникли из-за политики самих компаний, и приняло решение не в адресной господдержке, а в уходе компаний-должников с рынка. Аркадий Дворкович заявил, что, с учётом непростого финансового состояния «Трансаэро» (кредиторская задолженность на конец июня 2015 года — 61,038 млрд рублей.) и «отсутствия четкого понимания у правительства происходящего внутри компании», обсуждение дальнейшей помощи перевозчику государством находится под вопросом. «Правильно ли вновь выдавать авиакомпании кредиты под госгарантии, а затем постоянно просить банки о поддержке?» — недоумевал он. Аналитики посчитали, что в сложившейся ситуации «было бы дешевле предоставить другим авиакомпаниям субсидии на перевозку пассажиров, чем продолжать кредитовать „Трансаэро“».
Глава аналитической службы «Авиапорт» Олег Пантелеев говорил, что план спасения авиакомпании мог бы быть рассчитан только на внешний рынок, но момент для безболезненного решения проблемы был давно упущен: переход к любой модели выхода из кризиса занял бы много времени, и адресной поддержкой со стороны правительства было бы сложно удержать кредиторов от решительных действий.
Вследствие ухудшающихся экономических показателей деятельности авиакомпании 1 сентября 2015 года на совещании у первого вице-премьера РФ Игоря Шувалова одобрена покупка «Аэрофлотом» 75 % плюс одной акции авиакомпании «Трансаэро».
На заседании Совета директоров Аэрофлота 3 сентября 2015 года была принята к рассмотрению оферта акционеров ОАО «АК „Трансаэро“», обеспечивающая предложение пакета акций ОАО "АК «Трансаэро» в размере не менее 75 % + 1 акции в течение 24 дней с даты оферты по цене указанного пакета акций не более 1 (одного) рубля.
В начале октября 2015 года «Аэрофлот» заявил о возможной покупке 30—35 самолётов «Трансаэро», возраст которых не превышает 5 лет.
20 октября 2015 года было подписано соглашение о продаже акционерам S7 Group (гендиректор и совладелец Владислав Филёв) «не менее 51 % акций „Трансаэро“».
26 октября 2015 года в связи с аннулированием Росавиацией сертификата эксплуатанта авиакомпания «Трансаэро» прекратила деятельность авиаперевозчика.
В октябре 2015 года старый сайт авиакомпании www.transaero.ru прекратил работу, архивная копия доступна в Wikiwix. По состоянию на 23 июня 2016 года сайт www.transaero.ru работает как просто информационный.
В декабре 2015 года Арбитражный суд Санкт-Петербурга и Ленинградской области признал ОАО "АК «ТРАНСАЭРО» банкротом и ввёл процедуру наблюдения. Арбитражным управляющим назначен Михаил Котов. Председатель Совета директоров ОАО "АК «ТРАНСАЭРО» — Александр Плешаков.
9 апреля 2016 года изменённый сайт компании стал доступен по прежнему адресу.
2 ноября 2016 года акции компании «Трансаэро» на торгах Московской биржи подорожали более чем на 70 %. Котировки пошли в рост на фоне сообщений о том, что совет директоров компании планирует обсудить программу восстановления основной деятельности.
13 сентября 2017 года Арбитражный суд Санкт-Петербурга и Ленинградской области признал банкротом авиакомпанию «Трансаэро» и ввёл процедуру конкурсного производства.
В 2019 году ВТБ подал в арбитражный суд Санкт-Петербурга и Ленинградской области иск о привлечении к субсидиарной ответственности бывших контролирующих акционеров авиакомпании «Трансаэро».
4 декабря 2019 до суда дошло первое уголовное дело, связанное с банкротством авиакомпании «Трансаэро». Ее бывшего временного управляющего Михаила Котова будут судить по обвинению в злоупотреблении полномочиями, благодаря которым были расхищены активы авиаперевозчика, оцениваемые более чем в 1 млрд руб.

## Безопасность
За свою 25-летнюю историю с самолетами авиакомпании «Трансаэро» не произошло ни одной авиакатастрофы с человеческими жертвами, однако был ряд небольших происшествий, самым серьезным из которых стало возгорание двигателя в небе над Тель-Авивом. Самолет совершил экстренную посадку в аэропорту, никто из находившихся на борту пассажиров и членов экипажа не пострадал. В 2014 году немецкое бюро JACDEC присвоила «Трансаэро» 17-е место в рейтинге самых безопасных авиакомпаний в мире и первое место в рейтинге самой безопасной авиакомпании в России.

## Корпоративные данные

### Собственники и руководство
По данным на январь 2014 основные акционеры компании: супруги Ольга и Александр Плешаковы, владеющие по 18,39 % и 18,23 % акций соответственно, «Росгосстрах банк» — 9,35 %, «Трансаэро Финанс» — 4,24 %, Start-UP Investments Ltd — 6,8 %, глава МАК Татьяна Анодина — 3 %, Jeimbo Cyprus Limited — 2,28 %. Часть акций находится в свободном обращении.

### Показатели деятельности
2012 год 
Выручка группы «Трансаэро» в 2012 году составила 97,61 млрд руб., операционная прибыль — 8,5 млрд руб. Тем не менее компания сгенерировала убыток в 227,9 млн руб. Чистый долг: 74,5 млрд руб. Капитал: 99,4 млрд.руб. EBITDA: 10,69 млрд руб., рентабельность по этому показателю даже выше, чем у «Аэрофлота»: 11,6 % против 8,3 %.
 2013 год 
По итогам года чистая прибыль «Трансаэро» достигла 788 млн руб. Выручка — 105,9 млрд руб. Операционная прибыль — 10,5 млрд руб. Чистый долг — 90,5 млрд руб. Отношение чистого долга к EBITDA снизилось до 5,9.
 2014 год 
По итогам года выручка «Трансаэро» составила 113,761 млрд руб. Операционная прибыль — 4,5 млрд руб. Чистый убыток — 14,46 млрд руб. Показатель EBITDA составил 7,5 млрд рублей.
Общие обязательства «Трансаэро» по итогу 2014 года составляли около 160 млрд руб., из которых на краткосрочные приходилось 81,2 млрд руб., кредиторская задолженность увеличилась почти на 70 %, до 36,2 млрд руб.
Среди негативных факторов, оказавших воздействие на работу компании — международные санкции, значительное снижение курса рубля, ограничение пролётов через воздушное пространство Украины, сокращение объёмов покупок воздушных перевозок туроператорами- партнёрами, введение ограничений на выезд за рубеж целого ряда категорий государственных служащих, а также как следствие начало снижения объёмов внутренних грузовых авиаперевозок.
 2015 год 
По данным РСБУ, в первом полугодии 2015 года чистый убыток «Трансаэро» составлял 8,5 млрд рублей. Выручка компании — 50,42 млрд рублей. Долгосрочные заемные средства компании на конец июня — 21,682 млрд рублей, в том числе кредиты — 15,391 млрд рублей. Краткосрочные заемные средства — 45,816 млрд рублей, в том числе кредиты — 45,641 млрд рублей.

## Флот

### История флота
1990-е годы

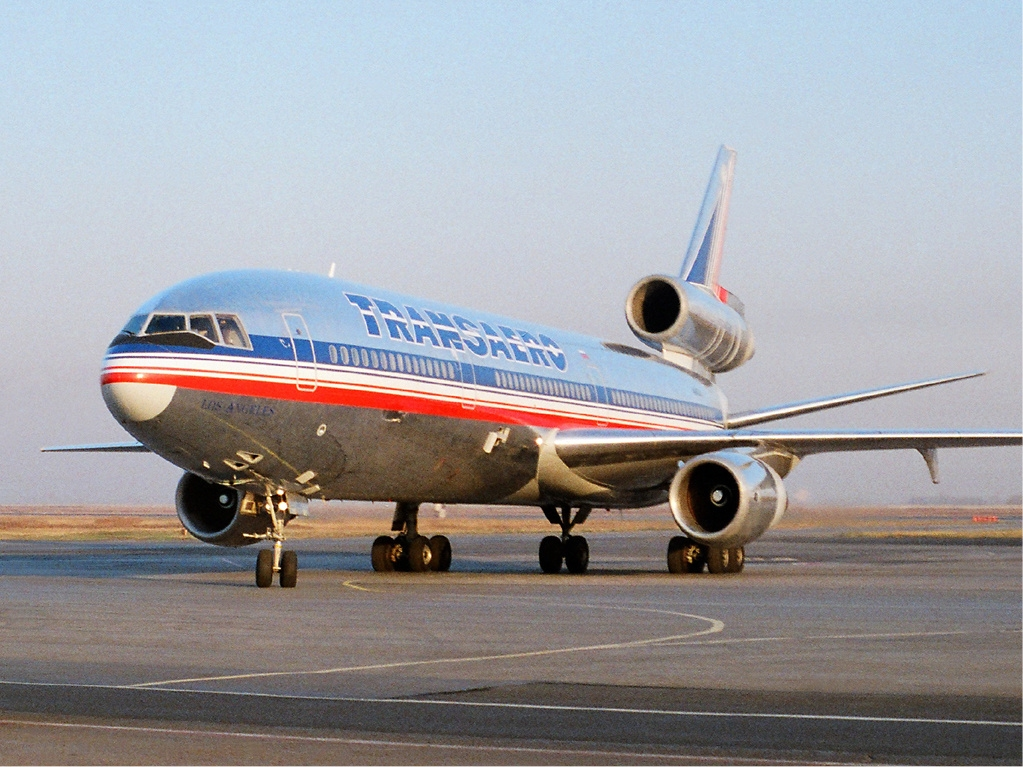
Американский DC-10 в цветах Трансаэро, 1997 год

В 1993 году «Трансаэро» приобрела в собственность первые самолёты Боинг 737 (B-737-200), которые использовались для выполнения как регулярных, так и чартерных рейсов на популярные курорты. В связи с ростом объёмов перевозок компания столкнулась с необходимостью приобретения более вместительных машин и через год получила два новых 211-местных Боинга 757-200, а в 1996 году — три DC-10-30, ранее принадлежавших «American Airlines», один ЯК-40, принадлежавший орловскому авиаотряду и три АН-12, принадлежавших ЛИИ им. Громова.
В 1998 году «Трансаэро» первой в России (и второй в мире) приобрела модификацию Боинга-737 нового поколения — B737-700. После финансового кризиса 1998 года авиакомпании пришлось отказаться от большинства ранее приобретённых самолётов (в парке остались только B-737) и резко сократить число рейсов.
2000-е годы
Для преодоления последствий финансового кризиса было решено сосредоточиться на чартерных перевозках, для выполнения которых компания взяла в операционный и финансовый лизинг широкофюзеляжные самолёты: A310 (2000), Boeing 767 (2002), Boeing 747 (c 2005) и Boeing 777 на вторичном рынке (c 2008 года). Параллельно заключались контракты лизинга узкофюзеляжных B-737, что позволило компании увеличить число внутрироссийских рейсов.
В 2007 году «Трансаэро» стала обладателем самого большого по числу кресел парка дальнемагистральных воздушных судов в Российской Федерации.
В 2009 и 2010 годах «Трансаэро» заключила договоры лизинга воздушных судов Boeing 747—400 и 777—200, выполняя программу по обновлению и развитию парка широкофюзеляжных дальнемагистральных воздушных судов.
2010-е годы
В 2011 году «Трансаэро» взяла в операционный лизинг 2 самолёта Boeing 737-800 с конвейера завода Boeing, а также заключила контракт с корпорацией S.A.S Airbus о поставках 8 лайнеров Airbus A320neo c 2017 года.
В 2012 году «Трансаэро» заключила контракты с S.A.S Airbus о поставке 4 лайнеров Airbus A380 и с Boeing о поставке 4 самолётов Boeing 787 Dreamliner. В этом же году Трансаэро подписала соглашение о покупке 6 самолётов Sukhoi Superjet 100, однако в начале июня 2015 года контракт был аннулирован.
В апреле 2013 года, при участии компании ЗАО «Сбербанк Лизинг», «Трансаэро» заключила контракт на поставку 12 Boeing 737—800 с конвейера завода Boeing, которые берутся в операционный лизинг. Начало поставок ― 2015 год.
18 апреля 2013 года авиакомпания получила самолёт Ту-204-100С. Это первый грузовой самолёт в парке «Трансаэро» за всю историю компании. 5 мая 2013 года прибыл второй самолёт данного типа.
28 июля 2015 года авиакомпания получила Airbus A321-211. Это второй самолёт в парке, получивший новую ливрею и первый самолёт типа в авиакомпании.

### Воздушный флот на момент прекращения деятельности

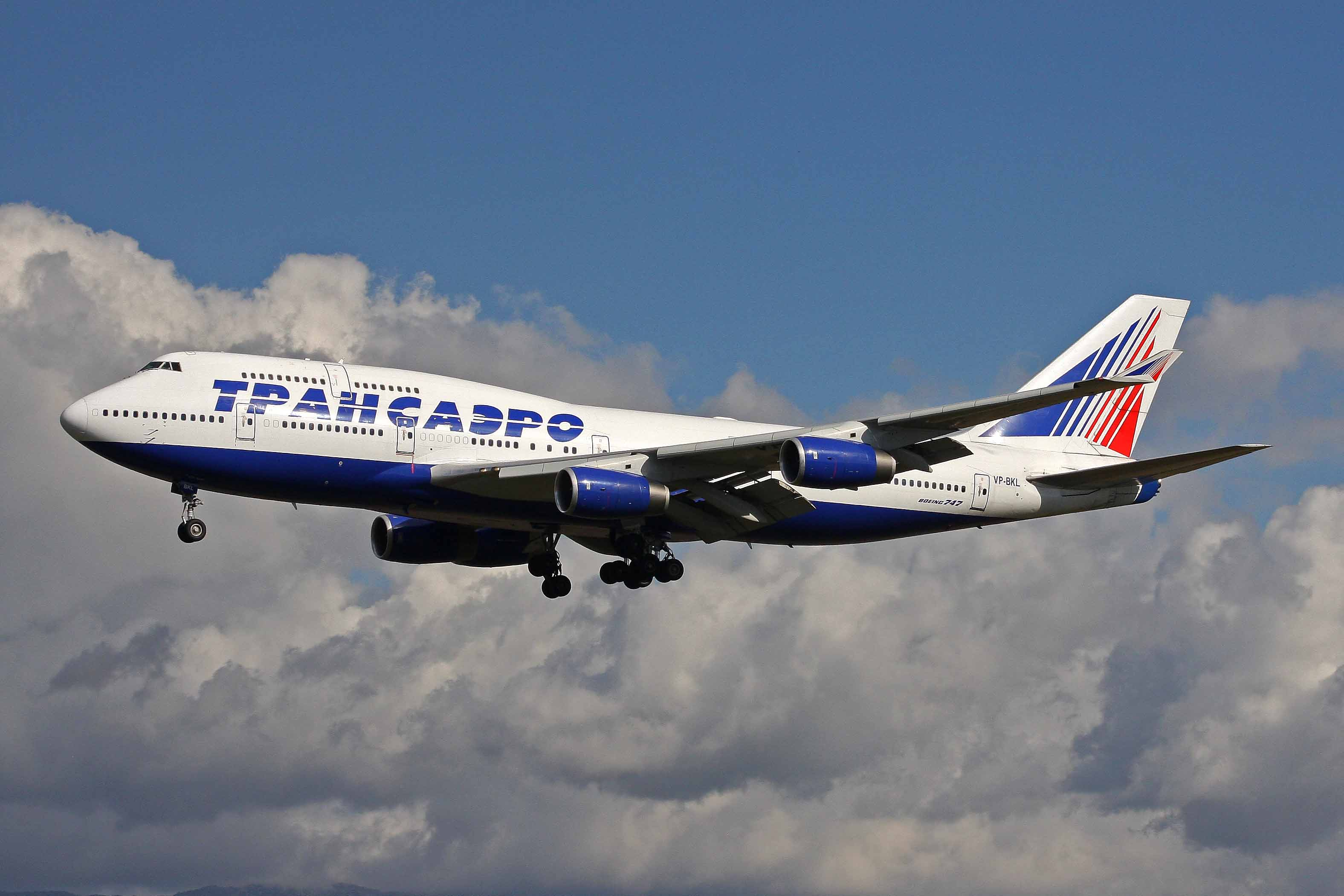
Boeing 747-400 Трансаэро

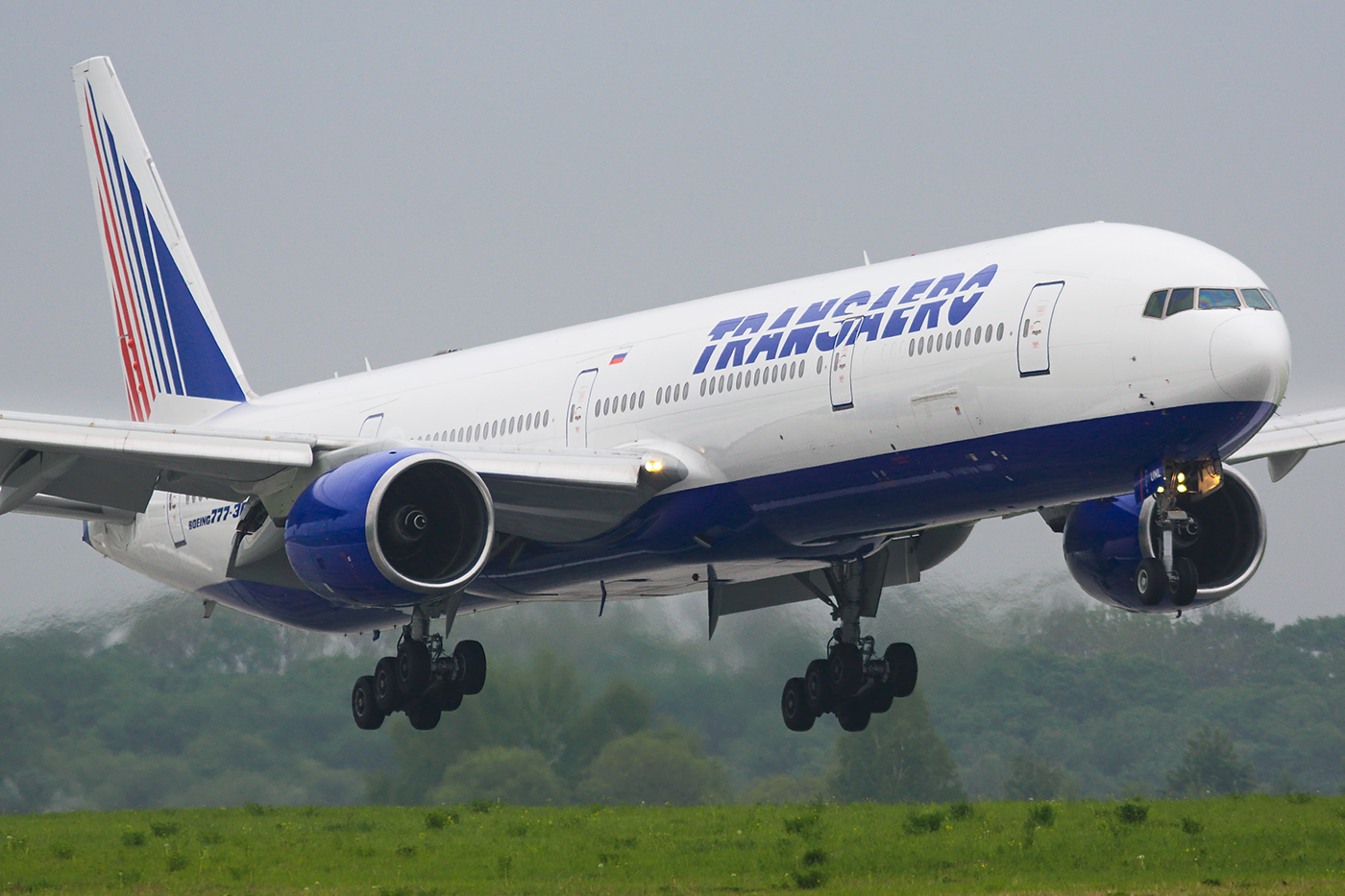
Boeing 777-300 Трансаэро во Владивостоке

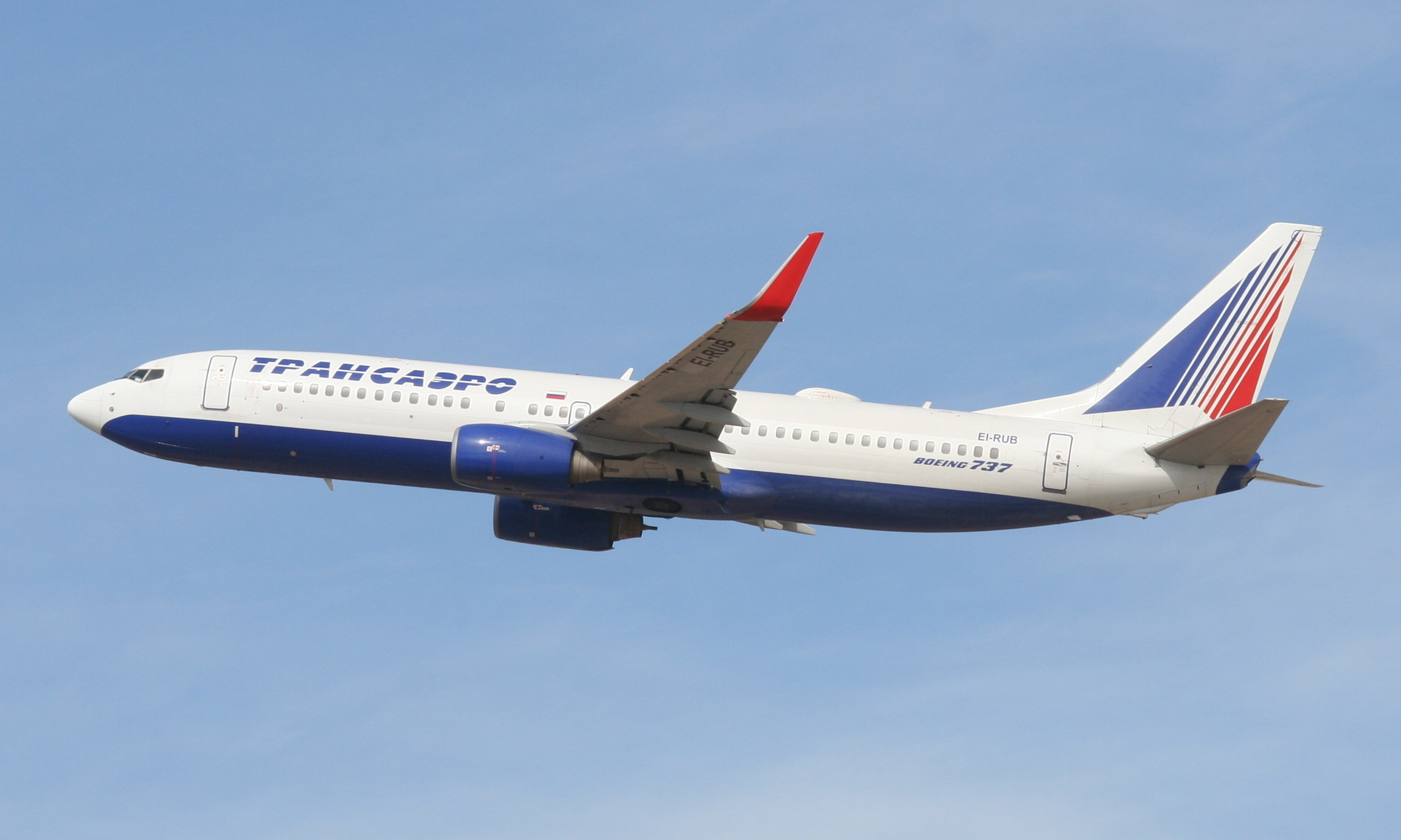
Boeing 737-800 Трансаэро с винглетами

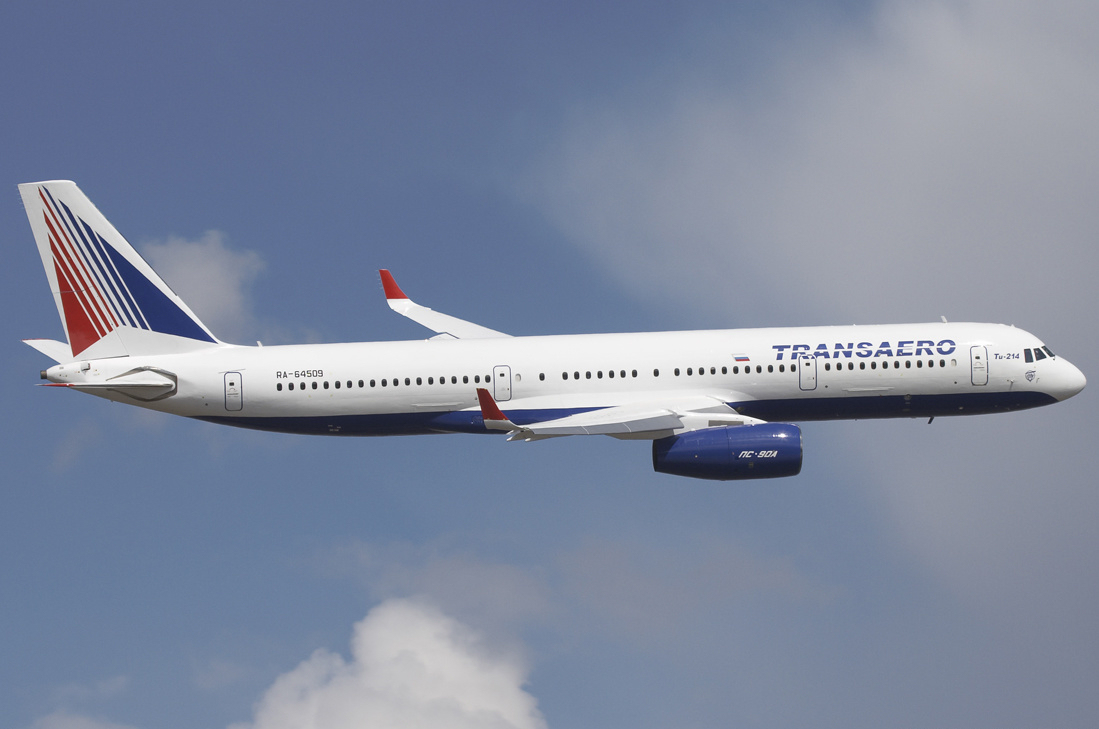
Ту-214 Трансаэро

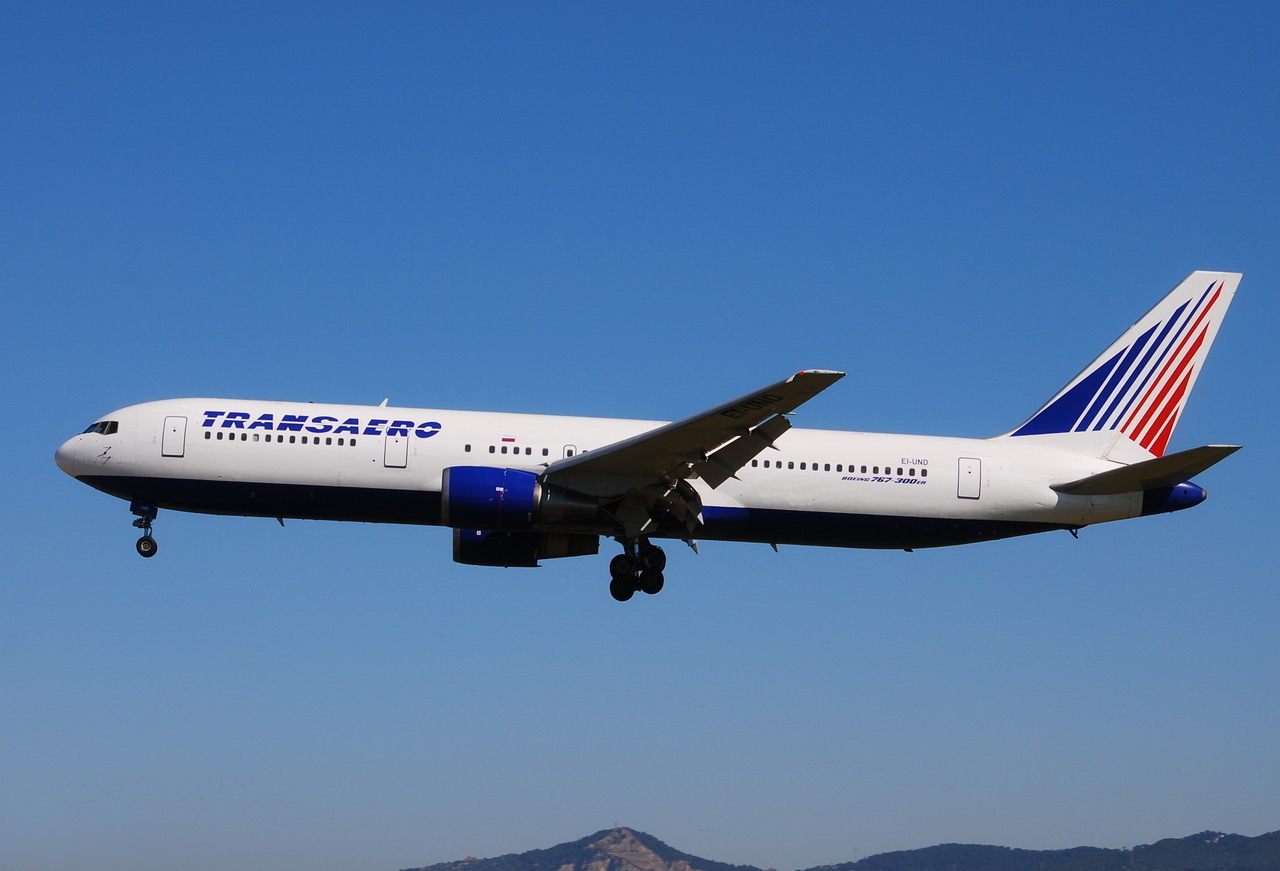
Boeing 767-300 Трансаэро приземляется в Барселоне

На сентябрь 2015 года средний возраст авиапарка компании составил 16,9 лет. Сам парк состоял из следующих самолётов:

## Программа лояльности
«Трансаэро Привилегия» — программа лояльности часто летающих пассажиров, просуществовавшая с 1995 до 2015 года. Участником мог стать любой пассажир в возрасте от 12 лет. Программа позволяла накапливать баллы за полёты на всех регулярных и чартерных рейсах «Трансаэро».
Участники также получали баллы за оплату любых покупок кобрендинговыми картами банков-партнёров авиакомпании. Также дополнительные баллы начислялись за пользование услугами партнёров программы, например, за аренду автомобилей или за проживание в некоторых отелях. За накопленные баллы пассажиры могли получить наградной билет или повысить класс обслуживания на рейсах авиакомпании. Предоставлялись и дополнительные сервисы при бронировании билетов и регистрации на рейсы.
Также участники могли накопить баллы совершая покупки у партнёров, например, заказывая городские экскурсии по Москве.